# Métro de Dacca
Le métro de Dacca est un réseau métropolitain desservant la capitale du Bangladesh, Dacca. Mis en service le 29 décembre 2022 et inauguré par la première ministre Sheikh Hasina, il n'a alors qu'un tronçon de ligne de 11,73 km. Celui-ci à un coût de 2,8 milliards de dollars financé par l'Agence japonaise de coopération internationale. La ligne est ensuite prolongée le 5 novembre 2023 pour atteindre 20 km. A terme, le réseau devrait compter six lignes.